# Ny-Ålesund
Ny-Ålesund (v překladu z norštiny Nový Ålesund) je obec na Západním Špicberku, v norském souostroví Špicberky (Svalbard). Je jedním ze čtyř sídel na souostroví a nejseverněji položenou obcí na světě (nejsevernějším obývaným místem je kanadský Alert).
Leží na poloostrově Brøgger v zátoce Kongsfjorden (Královská zátoka, anglicky Kings Bay). Byla založena roku 1916 důlní společností Kings Bay Kull Company z Ålesundu, těžba uhlí zde byla ukončena po důlním neštěstí roku 1962. Sídlo je stále vlastněno a spravováno společností Kings Bay, která byla zestátněna a přejmenována.
Ny-Ålesund se stal výchozím místem polárních expedic, jako například cesty Roalda Amundsena vzducholodí Norge na severní pól roku 1926. Dnes poskytuje zázemí pro výzkumné instituce z různých zemí světa. Nachází se zde i odpalovací základna SvalRak pro start výzkumných vědeckých raket.
Obec má vlastní letiště, přístavy, poštovní úřad a Městské a důlní muzeum. K místním pamětihodnostem patří (nepoužívaná) nejsevernější železnice na světě, stožár k uvazování vzducholodí nebo busta Roalda Amundsena.